# تپه کلوان
تپه کلوان مربوط به دوره اشکانیان - سده‌های متاخر دوران‌های تاریخی پس از اسلام است و در شهرستان کمیجان، بخش مرکزی، دهستان اسفندان، روستای کلوان واقع شده و این اثر در تاریخ ۱۸ اسفند ۱۳۸۷ با شمارهٔ ثبت ۲۵۰۶۲ به‌عنوان یکی از آثار ملی ایران به ثبت رسیده است.